# يوهان فريدريش لودفيغ هاوسمان
يوهان فريدريش لودفيغ هاوسمان (بالألمانية: Friedrich Hausmann)‏ هو جيولوجي ألماني، ولد في 22 فبراير 1782 في هانوفر في ألمانيا، وتوفي في 26 ديسمبر 1859 في غوتينغن في ألمانيا.